# Elie Kedourie
Elie Kedourie OBE FBA (Bagdad, 25 januari 1926 - Washington, 29 juni 1992) was een Britse conservatieve geschiedkundige en politicoloog gespecialiseerd in het Midden-Oosten.

## Leven
Kedourie werd geboren in Bagdad in een joodse omgeving en opgevoed in het Frans en Engels. Hij sprak ook Arabisch. Kedourie studeerde aan de London School of Economics (LSE).
In 1950 huwde hij Sylvia Kedourie (née Haim), eveneens geschiedkundige met het Midden-Oosten als specialiteit. Het huwelijk bracht twee zonen en een dochter voort.
Kedourie trok naar Oxford en werkte op het St Antony's College aan zijn proefschrift. Hij weigerde er, 28 jaar oud, te doctoreren na zware discussies over zijn conclusies met een van de examinatoren, Hamilton Gibb.
Michael Oakeshott zorgde dat Kedourie terug terecht kon aan de LSE. Die publiceerde er in 1956 zijn proefschrift onder de titel England and the Middle East: the destruction of the Ottoman Empire 1914-1921.
In 1964 was Kedourie oprichter van het academisch tijdschrift Middle Eastern Studies en bleef er redacteur tot aan z'n dood in 1992. Zijn echtgenote zette het tijdschrift voort. Van 1965 tot 1990 doceerde Kedourie politicologie. Zijn lezingen groeiden uit tot boeken.
In 1975 werd Kedourie 'Honorary Fellow' aan de British Academy (FBA) en in 1991 werd hij opgenomen in de Orde van het Britse Rijk (OBE).

## Visies
Kedourie was het oneens met veel algemeen aanvaarde visies in zijn vakgebied. In zijn boek Nationalism uit 1960 stelde hij dat nationalisme een 19-eeuwse uitvinding is.
In The Chatham House Version uit 1970 verweet Kedourie westerse intellectuelen waaronder Arnold Toynbee een naïef romantische kijk op de islam. Hij weigerde mee te gaan in het verhaal over het slachtofferschap en de onderdrukking van het Midden-Oosten door het westen. Volgens Kedourie wordt het Midden-Oosten ook zonder zionisme en imperialisme geen vredig gebied. Nog volgens hem zijn minderheden beter af onder imperia.